# Sholur
Sholur es una ciudad y nagar Panchayat situada en el distrito de Nilgiris en el estado de Tamil Nadu (India). Su población es de 9745 habitantes (2011).

## Demografía
Según el censo de 2011 la población de Sholur era de 9745 habitantes, de los cuales 4750 eran hombres y 4995 eran mujeres. Sholur tiene una tasa media de alfabetización del 74%, inferior a la media estatal del 80,09%: la alfabetización masculina es del 85,14%, y la alfabetización femenina del 63,40%.